# Werther Gaiani
Werther Gaiani (Molinella, 29 giugno 1925 – Bologna, 1º settembre 1944) è stato un calciatore italiano, di ruolo attaccante.

## Carriera
Ha esordito in Serie B con la maglia del Molinella (squadra della sua città natale) nella stagione 1939-1940; ha disputato la sua prima partita in serie cadetta con la squadra rossoblu il 2 giugno 1940 sul campo della Pro Vercelli, ed all'87' della stessa partita ha anche segnato il suo primo gol in carriera diventando così il più giovane giocatore ad aver segnato un gol in Serie B, all'età di 14 anni, 11 mesi e 4 giorni. Ha poi giocato una seconda partita in Serie B.
Anche dopo la retrocessione in Serie C della squadra emiliana è stato riconfermato in prima squadra, segnando 12 reti in campionato nella stagione 1940-1941 e rimanendovi fino alla fine della stagione 1941-1942. Nella stagione 1942-1943 all'età di diciassette anni ha segnato 15 reti in Serie C con la maglia del Forlì, con cui ha vinto il suo girone di terza serie. Nel 1944 è stato per un breve periodo tesserato del Bologna, ed in seguito è morto durante la Seconda guerra mondiale.

## Palmarès

### Club

#### Competizioni nazionali
- Serie C: 1

Forlì: 1942-1943